# Mirza Ghiyath Beg

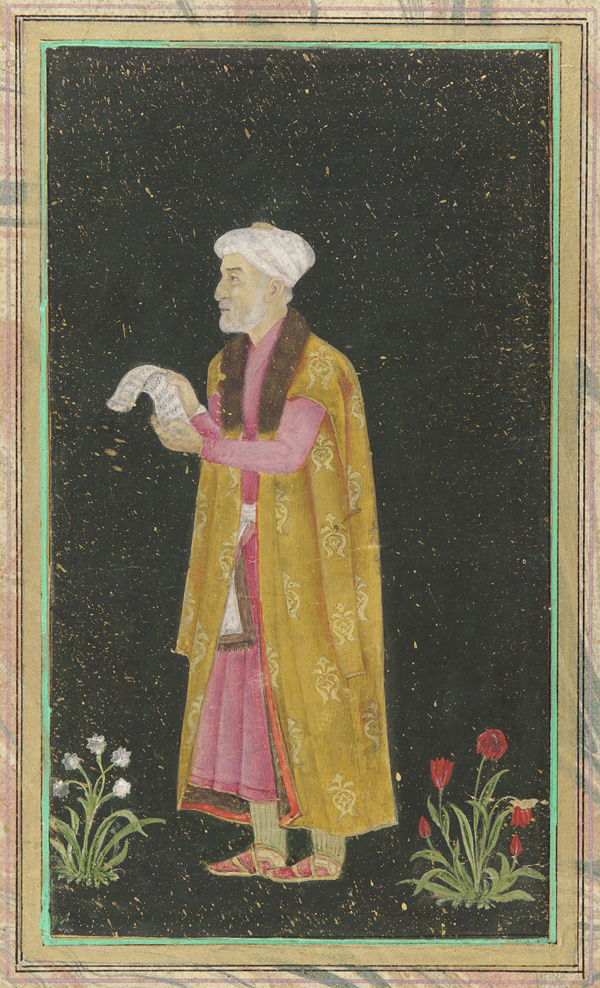
Portret van Mirza Ghiyas Beg uit de 18e eeuw

Mirza Ghiyas Beg (Perzisch: مرزا غياث بيگ) (Kasjmir, † januari 1622) was een belangrijk bestuurder aan het hof van de Mogolheersers Akbar en Jahangir. Hij was afkomstig uit een vooraanstaande Perzische familie en trok in 1577 naar het Mogolrijk in India. Mirza Ghiyath Beg maakte onder Akbar een snelle carrière als bestuurder. Na 1605, onder het bewind van Jahangir, groeide de immigrant als bewaker van de schatkist en vizier zelfs uit tot een van de machtigste mannen in het rijk.
Met behulp van zijn gezinsleden smeedde Mirza Ghiyath Beg nauwe banden met de Mogolheersers: zijn begaafde dochter Mihr-al-Nisa (Nur Jahan) trouwde in 1611 met Jahangir en fungeerde als diens medeheerseres, zijn zoon Asaf Khan was generaal onder Jahangir en diens opvolger Shah Jahan. Asaf Khans dochter Arjumand Bano Began (Mumtaz Mahal) was de favoriete vrouw van Shah Jahan. Na de dood van Mumtaz Mahal in 1632, bouwde Shah Jahan in Agra het mausoleum Taj Mahal als haar laatste rustplaats. Ook Mirza Ghiyath Beg werd begraven in een dergelijk bouwwerk. Nur Jahan bouwde voor haar ouders de tombe van Itimad ud-Daulah. De naam van de tombe is ontleend aan de eretitel van Mirza Ghiyath Beg, Itimad ud-Daulah ('Pilaar van de Staat'). Het gebouw wordt beschouwd als een voorbeeld voor de later gebouwde Taj Mahal.

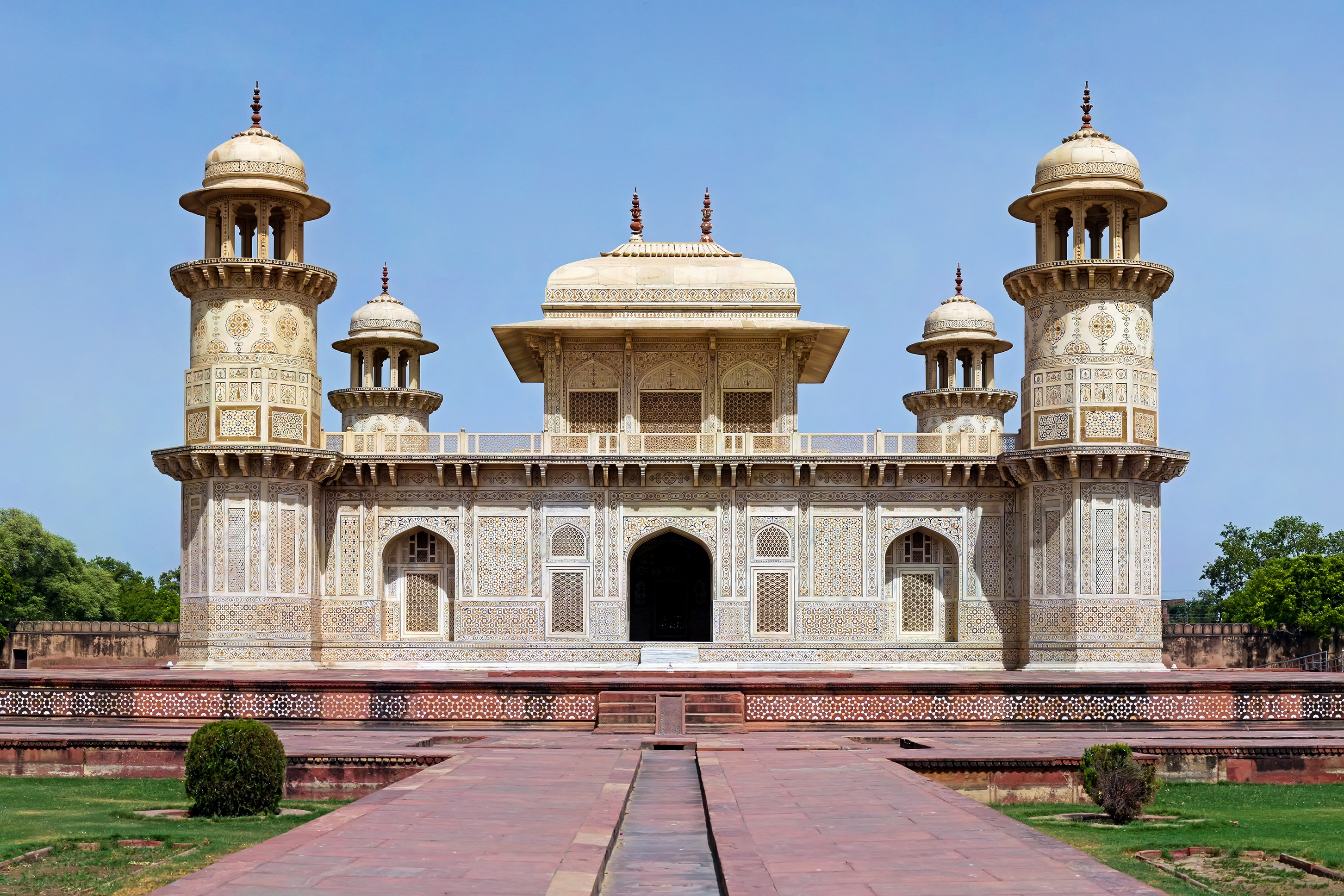
Tombe van Itimad ud-Daulah in Agra